# 艾托斯
艾托斯（羅馬化：Aytos）是位於保加利亞東部的城市。距離黑海海岸有15公里。艾托斯是保加利亞重要的交通樞紐，貫通保加利亞南北的高速公路都經過這裡。連接索菲亞和布爾加斯的重要的高速公路和鐵路都經過艾托斯。加上艾托斯是保加利亞的重要港口，突出了其交通中心的地位。

## 歷史
艾托斯有悠久的歷史，市內有古代色雷斯人居住的遺跡。在保加利亞民族復興時期，居民們參加了保加利亞解放的鬥爭。保加利亞解放之後，該地區發展為重要的商業據點。

## 體育
艾托斯有一家設于1950年代的知名體育學校维哈尔。學校還擁有一支足球強隊。

## 外部連結
- Official Site of Aitos Municipality
- EcoTrail Aitos - Official Tourism Site